# Space Is the Place (colonna sonora)
Space Is the Place è un album discografico colonna sonora del film di fantascienza Space Is the Place, inciso dal musicista jazz d'avanguardia Sun Ra e dalla sua Intergalactic Solar Arkestra. Il materiale presente sul disco venne registrato all'inizio del 1972 a San Francisco, in California, per il film Space Is the Place. Tuttavia, i brani incisi rimasero inediti fino al 1993 quando la Evidence Music li pubblicò su Compact Disc.

## Il disco
Durante la fine degli anni sessanta e l'inizio dei settanta, Sun Ra e la sua band si spostavano molto spesso in California. Nel 1971, Sun Ra tenne un corso alla Berkeley University intitolato "The Black Man in the Cosmos". Nel corso di questi viaggi in California, l'eccentrico Sun Ra attirò l'attenzione di Jim Newman, che avrebbe prodotto il film Space Is the Place per farlo interpretare proprio a Sun Ra e alla sua Arkestra, opera basata, in parte, sulle lezioni di Sun Ra alla Berkeley. Il CD compilato con brani della colonna sonora del film, contiene 16 tracce che Sun Ra registrò per il film.

## Tracce
- Tutti i brani sono opera di Sun Ra.

1. It's After the End of the World – 3:25
2. Under Different Stars – 3:55
3. Discipline 33 – 3:22
4. Watusa – 7:11
5. Calling Planet Earth – 3:04
6. I Am the Alter-Destiny – 1:08
7. Satellites Are Spinning – 2:33
8. Cosmic Forces – 3:09
9. Outer Spaceways Incorporated – 3:00
10. We Travel the Spaceways – 2:28
11. The Overseer – 3:04
12. Blackman/Love in Outer Space – 16:53
13. Mysterious Crystal – 5:53
14. I Am the Brother of the Wind – 5:54
15. We'll Wait for You – 4:11
16. Space Is the Place – 4:23

## Formazione
- Sun Ra – piano, Minimoog, organo Farfisa, Clavinet, Rocksichord, declamazione
- Kwame Hadi – tromba, conga, vibrafono
- Wayne Harris – tromba
- Marshall Allen – sax alto, flauto, oboe, fagotto, kora, campanaccio, percussioni
- Danny Davis – sax alto, flauto, clarinetto alto, percussioni
- Larry Northington – sax alto, conga, percussioni
- John Gilmore – sax tenore, batteria, percussioni, voce
- Eloe Omoe – clarinetto basso, bonghi, percussioni
- Danny Thompson – sax baritono, percussioni
- Lex Humphries – batteria
- Ken Moshesh – conga
- June Tyson – voce, campane